# Huset (tv-serie)
 For alternative betydninger, se Huset. (Se også artikler, som begynder med Huset)
Huset er en dansk drama serie fra 2023, som er skrevet af Kim Fupz Aakeson og instrueret af Frederik Louis Hviid og Michael Noer. Serien havde premiere på DRTV den 1. september 2023 og bestod af seks afsnit á ca. 60 minutter. Medvirkende er Youssef Wayne Hvidtfeldt, Sofie Gråbøl, David Dencik, Charlotte Fich.
Serien følger hverdagen i et dansk fængsel, og følger de ansatte og de indsatte og deres indbyrdes forhold. Serien er optaget i Vridsløselille Statsfængsel i Albertslund.

## Plot
Fire fængselsbetjente er tvunget til at foretage nogle store ændringer i det fængsel, de arbejder i, for at redde deres job. Disse ændringer samt flere ransagninger forstyrrer den skrøbelige magtbalance, der har hersket i fængslet mellem to dominerende bander og gør dagligdagen til en kamp for overlevelse.

## Medvirkende
- Charlotte Fich - Gert
- Sofie Gråbøl - Miriam
- David Dencik - Henrik
- Youssef Wayne Hvidtfeldt - Sammi
- Laura Christensen - Sille
- Mo Chara - Daood
- Thomas Hou Mandsfeldt - fange
- Kenneth Matthes
- Bjarne Henriksen - Torsten
- Haesam Jakir- Khaled
- Thomas Kristian Bek - Hansen
- Henrik Birch - Helge
- Gustav Dyekjær Giese - Benji
- Luca Reichardt Ben Coker - Gustav
- Simon Kongsted - Asger
- Anne Plauborg - Tina